# 田原本町
田原本町（日语：／ Tawaramoto chō */?）是位於日本奈良縣北部的行政區劃，屬磯城郡，位處奈良盆地的中間區域，轄區內都是平原，大和川由東部往北通過轄區。

## 人口
| 田原本町人口分布圖 |                                                 |  |
| 田原本町與日本全國年齡別人口分布比較圖 （2005年資料） | 田原本町的年齡、男女別人口分布圖 （2005年資料） |  |
| ■紫色是田原本町 ■綠色是全国 | ■藍色是男性 ■紅色是女性                         |  |
| 田原本町人口變化 \| 1970年 \| 20,988人 \| \| \| 1975年 \| 25,560人 \| \| \| 1980年 \| 28,172人 \| \| \| 1985年 \| 30,036人 \| \| \| 1990年 \| 31,533人 \| \| \| 1995年 \| 32,837人 \| \| \| 2000年 \| 32,934人 \| \| \| 2005年 \| 33,029人 \| \| \| 2010年 \| 32,121人 \| \| \| 2015年 \| 31,691人 \| \| \| 2020年 \| 31,177人 \| \| |                                                 |  |
| 資料來源：日本總務省統計中心提供之人口普查數據 |                                                 |  |
| 1970年 | 20,988人                                        |  |
| 1975年 | 25,560人                                        |  |
| 1980年 | 28,172人                                        |  |
| 1985年 | 30,036人                                        |  |
| 1990年 | 31,533人                                        |  |
| 1995年 | 32,837人                                        |  |
| 2000年 | 32,934人                                        |  |
| 2005年 | 33,029人                                        |  |
| 2010年 | 32,121人                                        |  |
| 2015年 | 31,691人                                        |  |
| 2020年 | 31,177人                                        |  |

## 歷史
現在的田原本町範圍過去在令制國時代屬於大和國，東北半部屬於城下郡，西南半部屬於十市郡；現在的主要市區區域在16世紀戰國時代末期之後，成為賤岳七本槍之一的平野長泰的領地，直到江戶時代結束都是其子孫平野氏的領地。由於最初只領有5,000石，因此一直被視為幕府直屬的旗本領地，後來雖然備增加到可以成為大名的一萬石，但直到1868年明治維新後才被新政府承認為田原本藩。
明治維新後，此地曾先後隸屬田原本縣、奈良縣、堺縣、大阪府，直到1887年重新恢復設立奈良縣後，才再次隸屬奈良縣。
1889年日本實施町村制，現在的田原本町轄區在當時分屬：田原本町、平野村、多村、川東村、都村共五個行政區劃；這五個行政區劃在1956年合併為現在的田原本町。

### 變遷表
| 1897年4月1日 | 1897年 - 1912年 | 1912年 - 1944年 | 1945年 - 1954年 | 1955年 - 1989年              | 1989年 - 現在                | 現在                         |
| ------------ | --------------- | --------------- | --------------- | ---------------------------- | ---------------------------- | ---------------------------- |
| 川東村       | 川東村          | 川東村          | 川東村          | 1956年9月30日 合併為田原本町 | 1956年9月30日 合併為田原本町 | 1956年9月30日 合併為田原本町 |
| 都村         |                 |                 |                 | 1956年9月30日 合併為田原本町 | 1956年9月30日 合併為田原本町 | 1956年9月30日 合併為田原本町 |
| 田原本町     |                 |                 |                 | 1956年9月30日 合併為田原本町 | 1956年9月30日 合併為田原本町 | 1956年9月30日 合併為田原本町 |
| 多村         |                 |                 |                 | 1956年9月30日 合併為田原本町 | 1956年9月30日 合併為田原本町 | 1956年9月30日 合併為田原本町 |
| 平野村       |                 |                 |                 | 1956年9月30日 合併為田原本町 | 1956年9月30日 合併為田原本町 | 1956年9月30日 合併為田原本町 |

## 交通
近畿日本鐵道橿原線以南北向貫穿田原本町轄區中間，並在市區設有田原本車站，在田原本車站旁同時也有田原本線的西田原本駅，可在田原本車站換乘，往西本進入西和地區。
連結京都市、奈良市、和歌山市的京奈和自動車道也以南北向通過轄內，但目前在轄內並未設置交流道，雖然現在已規劃會設置田原本交流道，但時程並未確定，目前要利用高速道路進入轄內需利用北側的三宅交流道或南側的橿原北交流道。

### 鐵路
- 近畿日本鐵道
  - 橿原線：（←三宅町） - 田原本車站 - 笠縫車站 - （橿原市）
  - 田原本線：西田原本車站 - 黑田車站 - （三宅町→）

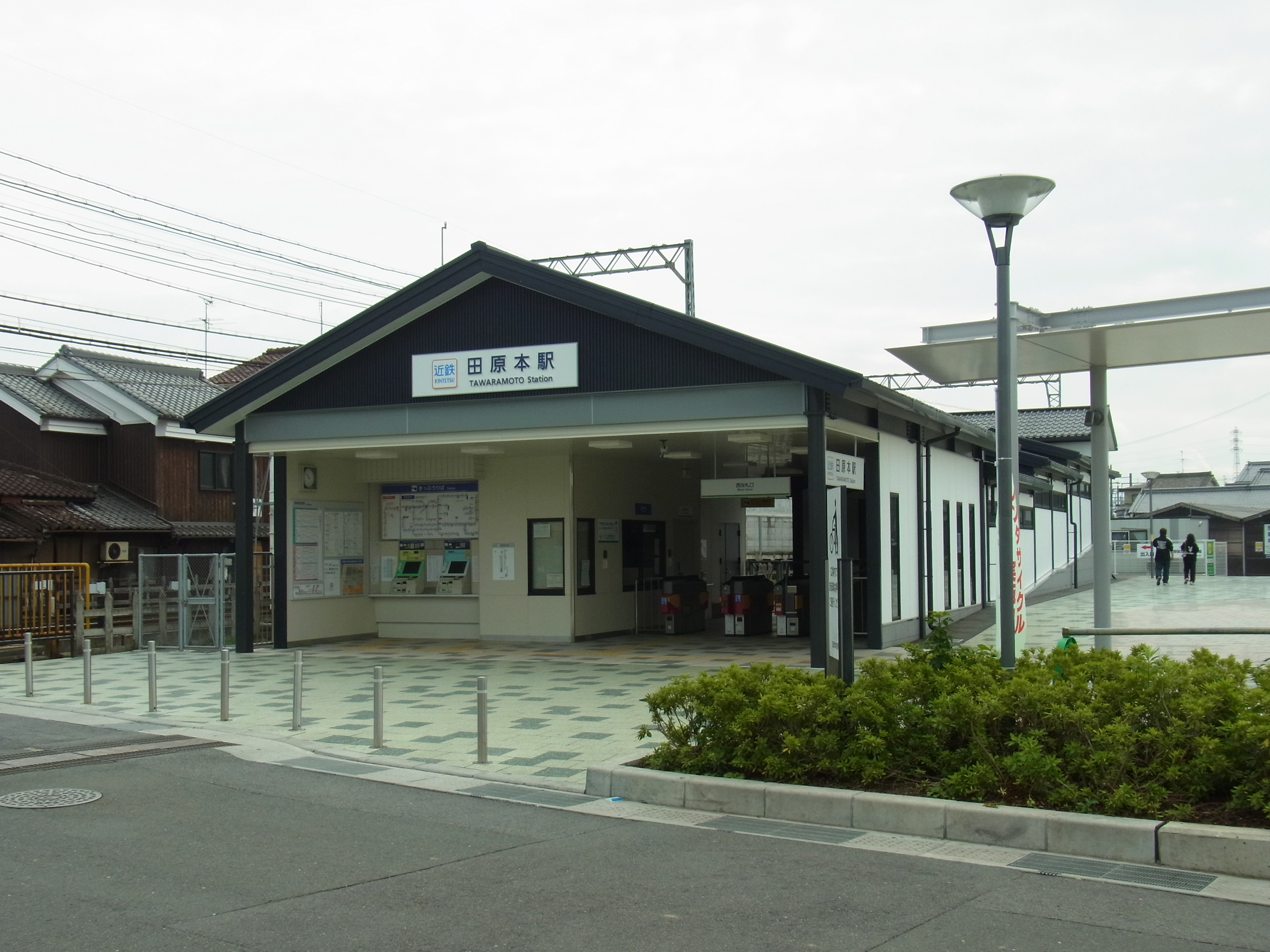
田原本車站
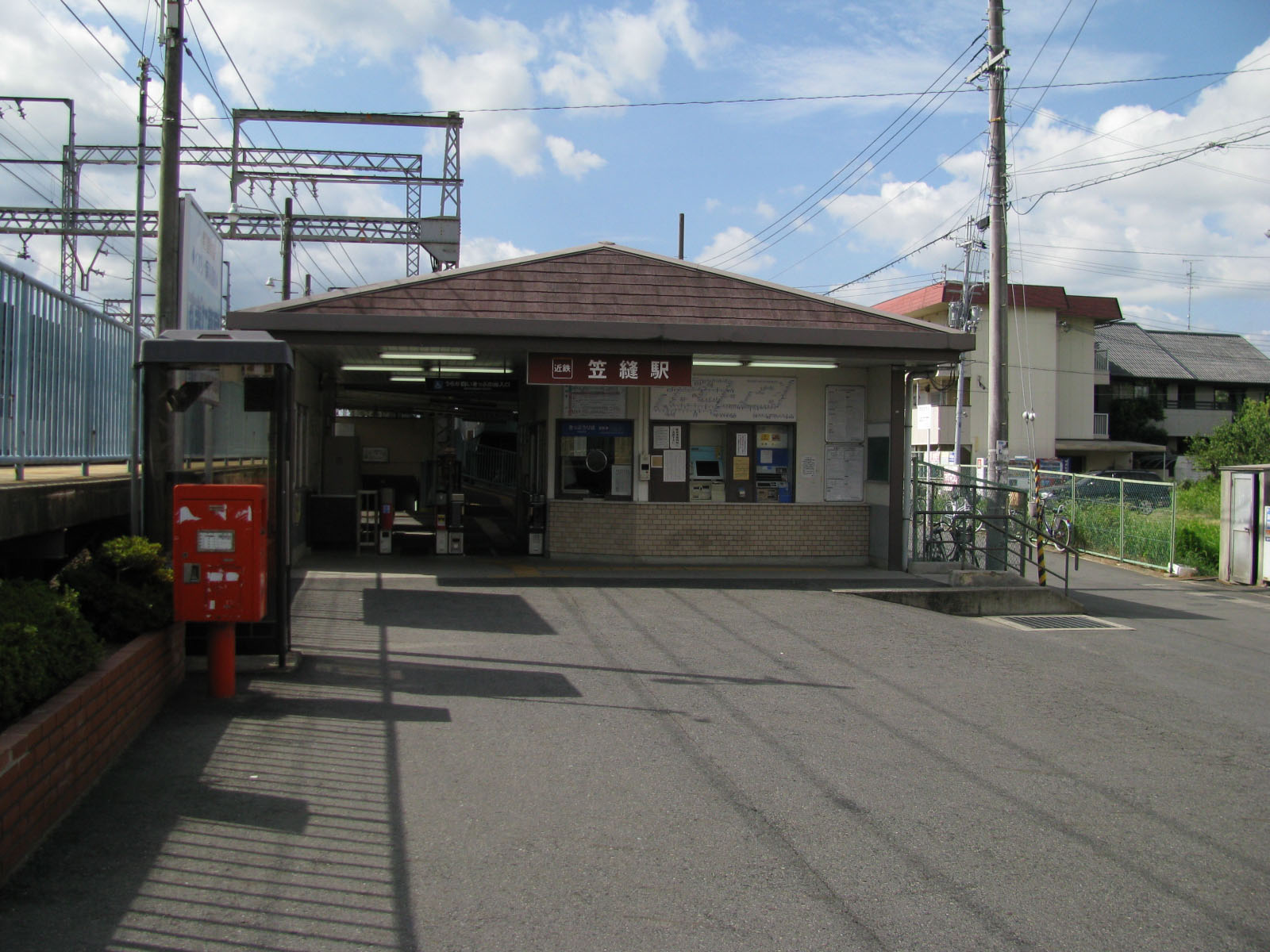
笠縫車站
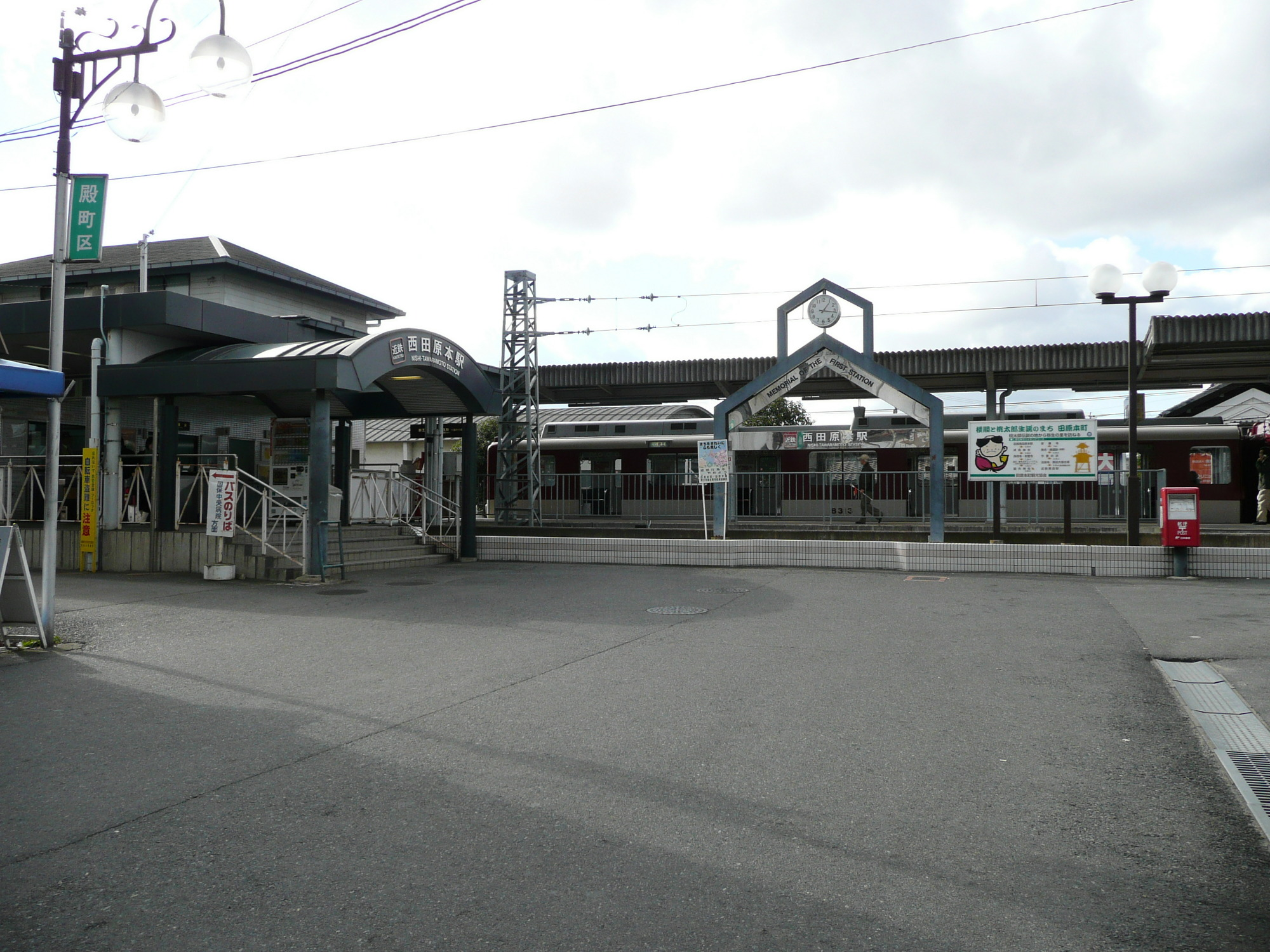
西田原本車站
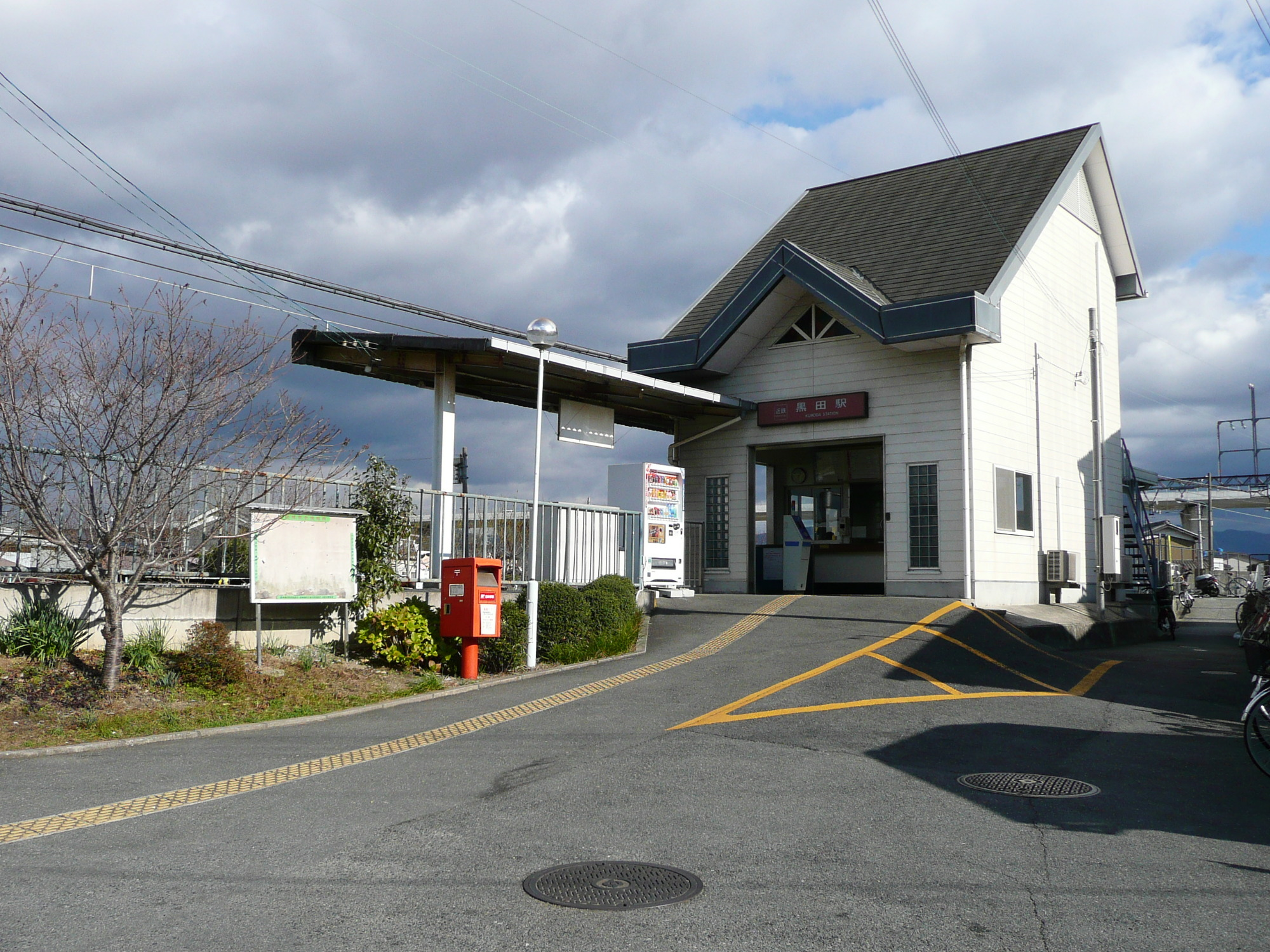
黑田車站

## 外部連結
- （日語） 田原本町的Facebook專頁
- （日語） 田原本町的Instagram帳戶
- （日語） 田原本町觀光協會 （页面存档备份，存于）
- OpenStreetMap上有關田原本町的地理